# Arbeitsgericht Bonn

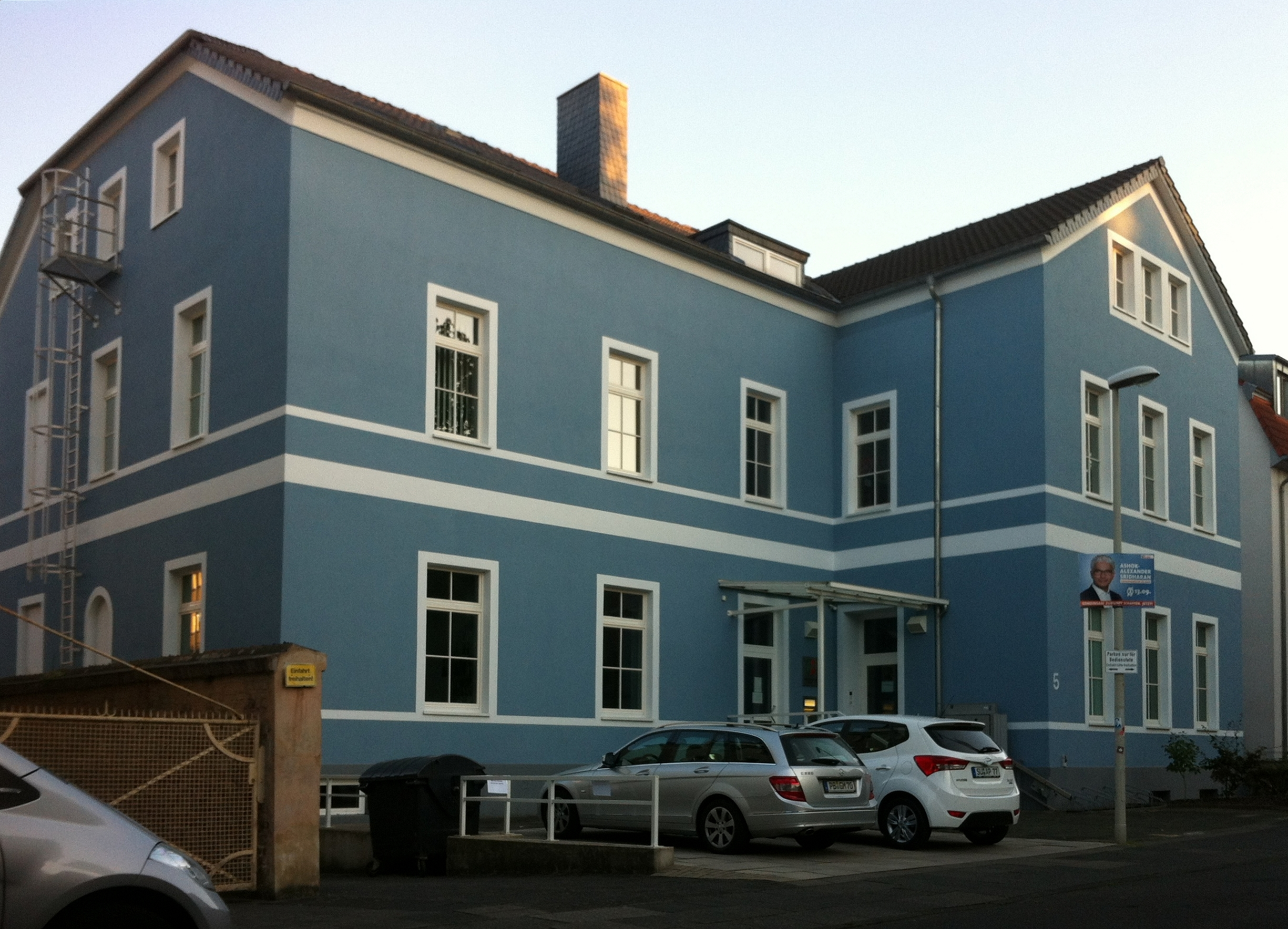
Arbeitsgericht Bonn

Das Arbeitsgericht Bonn, ein Gericht der Arbeitsgerichtsbarkeit, ist eines der dreißig nordrhein-westfälischen Arbeitsgerichte. Bei ihm sind sechs Kammern gebildet.

## Gerichtssitz und -bezirk
Das Gericht hat seinen Sitz in Bonn am Kreuzbergweg 5 (Weststadt). In diesem mehrfach umgestalteten Gebäude, erbaut 1875 als Wohnhaus des Fabrikanten Hermann Bleibtreu, eröffnete am 1. April 1938 eine Außendienststelle der Staatspolizeistelle Köln, d. h. der Gestapo. Sie arbeitete dort vermutlich bis zum Frühjahr 1945. Gegen Kriegsende abgebrannt, wurde das Gebäude 1949 wiederaufgebaut und schließlich 1953 Sitz des Arbeitsgerichts.
Das Arbeitsgericht Bonn ist örtlich zuständig für Rechtsstreitigkeiten aus der Stadt Bonn, dem Kreis Euskirchen und dem Rhein-Sieg-Kreis (linksrheinischer Teil). Es hält in Euskirchen Gerichtstage ab.
Die sachliche Zuständigkeit ergibt sich aus dem Arbeitsgerichtsgesetz.

## Übergeordnete Gerichte
Dem Arbeitsgericht Bonn sind das Landesarbeitsgericht Köln und im weiteren Rechtszug das Bundesarbeitsgericht übergeordnet.

## Geschichte
Gemäß Arbeitsgerichtsgesetz vom 23. Dezember 1926 wurden in Deutschland Arbeitsgerichte gebildet. Diese waren nur in der ersten Instanz organisatorisch selbstständige Gerichte, die Landesarbeitsgerichte waren den Landgerichten zugeordnet. Am Landgericht Köln entstand so 1927 das Landesarbeitsgericht Köln als eines von fünf Landesarbeitsgerichten im Bezirk des Oberlandesgerichtes Köln. In Bonn entstand das Arbeitsgericht Bonn. Sein Sprengel umfasste den Bezirk des Amtsgerichts Bonn. Es bestand je eine Kammer für Arbeiter, für Angestellte und für Handwerk.
Nach der Besetzung Deutschlands durch die Alliierten wurden 1945 zunächst alle Gerichte geschlossen. Die ordentlichen Gerichte wurden schon bald wieder eröffnet, während die Arbeitsgerichte zunächst nicht wieder eingerichtet wurden, so dass arbeitsgerichtliche Streitigkeiten von den ordentlichen Gerichten erledigt werden mussten. Gemäß Kontrollratsgesetz 21 vom 30. März 1946 sollten in Deutschland Arbeitsgerichte aufgebaut werden. Das Arbeitsgericht Bonn entstand dabei neu.